# 48 км (колійний пост, Придніпровська залізниця)
48 кіломе́тр — залізничний колійний пост Криворізької дирекції Придніпровської залізниці на електрифікованій лінії Апостолове — Запоріжжя II між станціями Апостолове (9 км) та Тік (10 км). Розташований поблизу села Запорізьке Криворізького району Дніпропетровської області.
Через колійний пост щоденно прямують приміські електропоїзди Криворізького та Нікопольського напрямку, проте не зупиняються.